# Mr. Polska
Dominik Włodzimierz Groot (Toruń, 20 juli 1989), beter bekend onder zijn artiestennaam Mr. Polska, is een Nederlands-Pools rapper. Mr. Polska staat onder contract bij het Nouveau Riche-label en maakt deel uit van het hiphopcollectief van dit label.

## Biografie
Groot werd geboren als Dominik Włodzimierz Czajka en emigreerde op 3-jarige leeftijd met zijn moeder naar Nederland. Door het huwelijk van zijn moeder met een Nederlandse man kreeg hij zijn Nederlandse achternaam. Tijdens zijn studie aan de Herman Brood Academie, die hij in 2010 afrondde, bracht hij in 2007 de ep De Voorbereiding uit in eigen beheer onder de naam Polski. Hij kreeg enige bekendheid met de track Kapoole Mashien, waarvoor een clip werd opgenomen in Polen door productiebedrijf Opslaan Als. Mr. Polska maakte met Jebroer en Negativ het nummer Bomrush dat Negativ op zijn mixtape Hinderlijker zette. In januari 2010 nam Mr. Polska in de studio van 101Barz een wintersessie op. In 2010 won hij een Rookie of the Yearaward.
In De Pers behoorde Mr. Polska bij De elf van onszelf.
Op 18 januari 2011 nam Mr. Polska zijn tweede wintersessie op bij 101Barz, dit keer samen met Jebroer. In mei kwam Alziend oor uit, waarop Mr. Polska prominent aanwezig is. Op 27 juni 2011 was Mr. Polska supportact van House of Pain en op 21 juli van Lil' B.
Op 21 oktober 2011 bracht Mr. Polska zijn eerste officiële soloplaat uit: Boswachter. De ep verscheen op Nouveau Riche en is geproduceerd door Boaz van de Beatz. De videoclip van het van deze ep afkomstige nummer Gustav won een State Award.
In december 2011 kreeg hij van stichting Polonus de Publieksprijs bij de verkiezing van Pool van het Jaar. Tijdens het Europees kampioenschap voetbal 2012 maakte Mr. Polska dagelijks achtergrondreportages in Polen voor het Radio 1-programma Sportzomer.
Mr. Polska's eerste studioalbum Waardevolle Gezelligheid kwam uit op 1 maart 2012.
In 2014 was Mr. Polska deelnemer in het spelprogramma Expeditie Robinson. Hij eindigde bij de laatste 7. Zijn tweede album $NOLLER verscheen in februari 2015, waarbij hij een WhatsApp nummer inschakelde om direct contact te leggen met fans. Dit kreeg de naam $nollerfoon. Op 25 juli 2015 draaide Mr. Polska op het Nederlandse muziekfestival Zwarte Cross.
Op 6 mei 2016 bracht Mr. Polska een single uit met Teske de Schepper, Samen. Het nummer werd ruim 13 miljoen keer bekeken op YouTube en gestreamd op Spotify.
In de aflevering "Beverman & Zn." van de televisieserie Van God Los, uitgezonden op 18 september 2017, speelde Groot de rol van Wiktor.
In april 2018 tekende de rapper bij het platenlabel Noah's Ark van Jiggy Djé. Hier heeft hij singles als PePePe met Bizzey en Misfit. De laatste laat zien in welke gemoedstoestand de rapper was ten tijde van de samenwerking. In de videoclip, welke gemaakt is door Teemong, pleegt Mr Polska zelfmoord. In de aflevering van Wilde Haren de Podcast waarin Mr Polska en Kid De Blits te gast zijn, vertelt de rapper openhartig over zijn psychische problemen en angstaanvallen.
Sinds 2019 is Mr. Polska actief in Polen, heeft hij meerdere singles en het album Bajki Na Dobranoc uitgebracht. 